# Tourisme en Manicouagan
Pour les articles homonymes, voir Manicouagan.

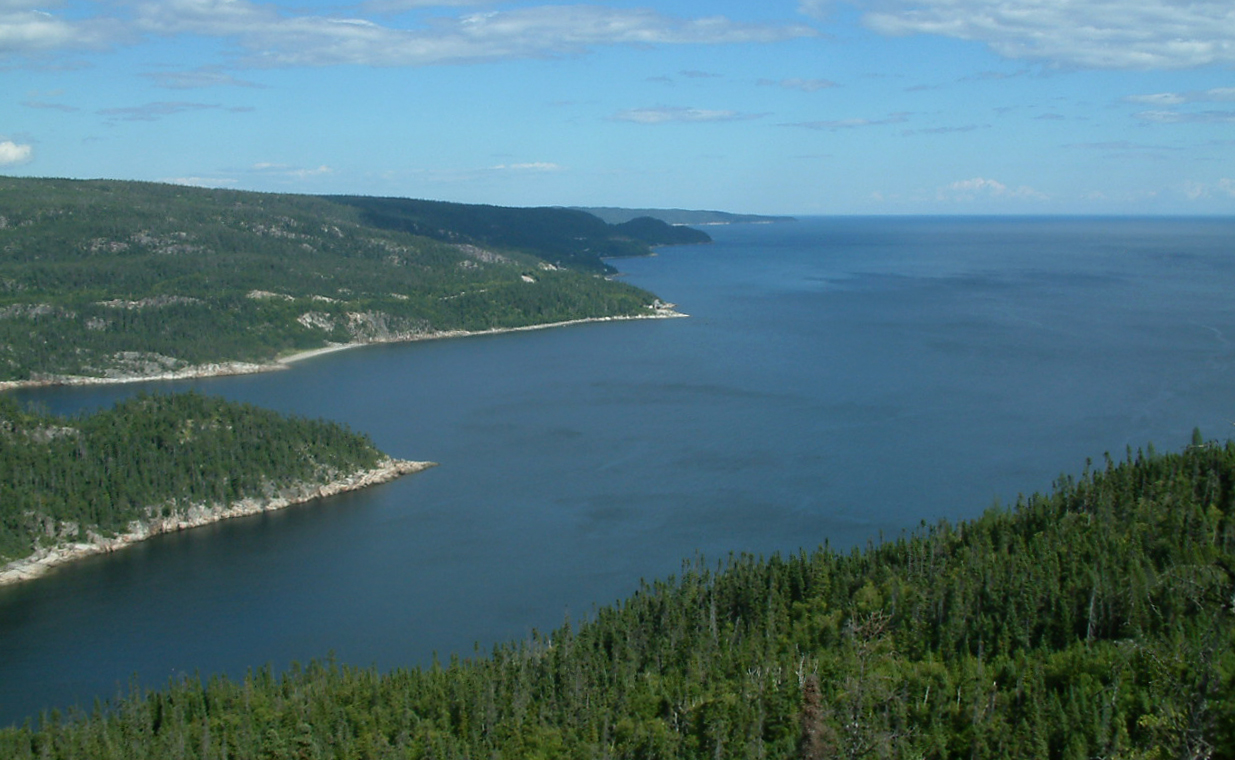
Baie St-Pancrace au nord de Baie-Comeau

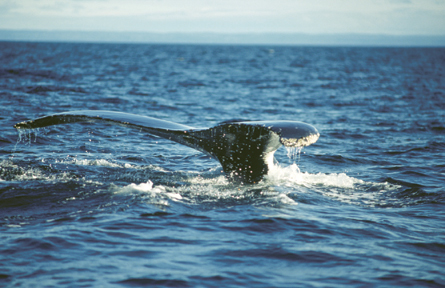
Observation des baleines dans le Saint-Laurent

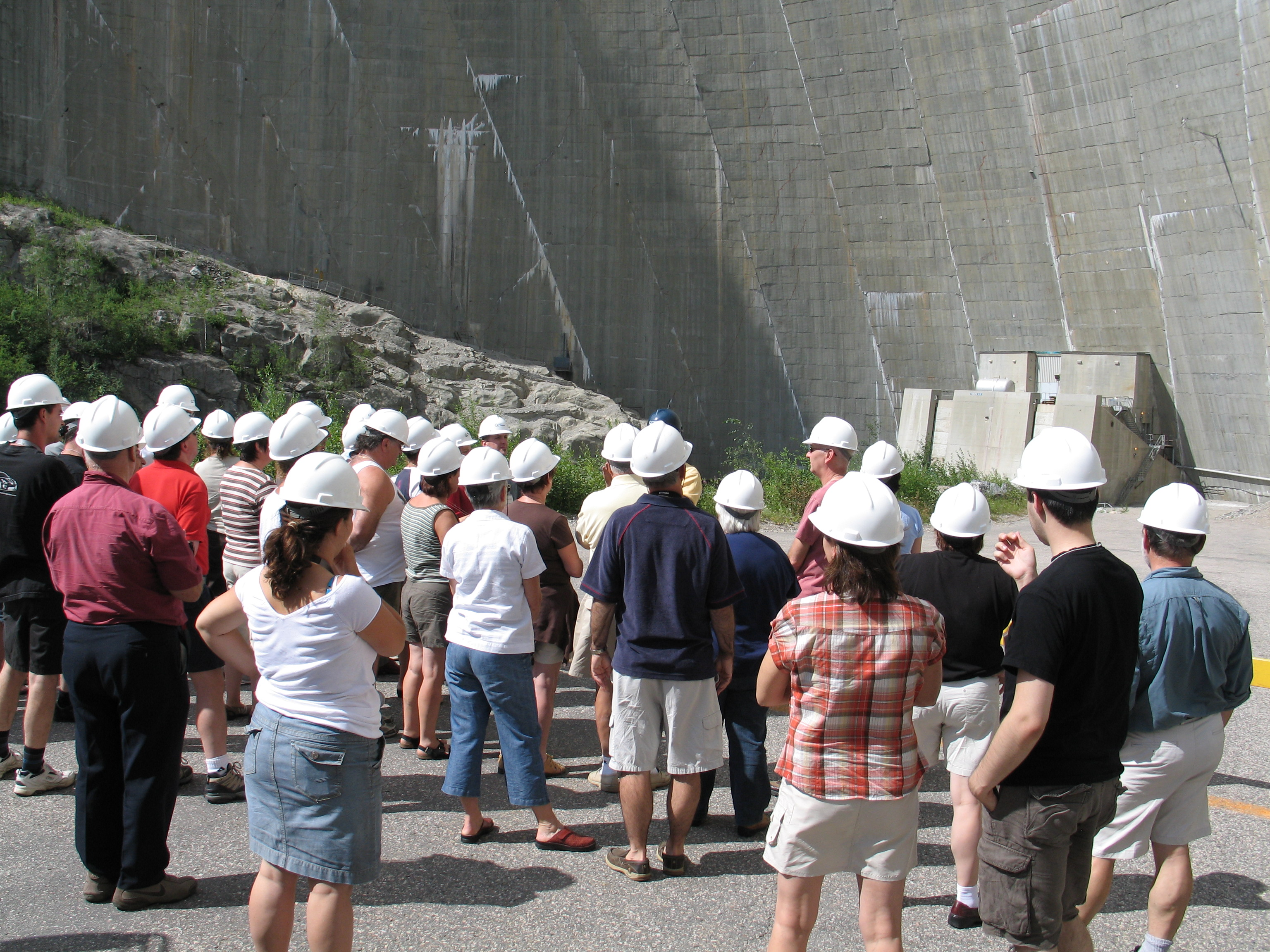
Visite guidée de la Centrale Manic-5.

Le tourisme en Manicouagan représente un secteur important de l'économie avec quelque 100 000 à 200 000 visiteurs chaque année, qui y passent plus de 750 000 à 1,33 million de nuitées et y dépensent quelque 50 à 110 millions de dollars par an dans des attraits et services touristiques. En 2017, 63 % des touristes dans Manicouagan sont des Québécois ; les autres touristes viennent des autres provinces canadiennes (1 %), des États-Unis (4 %) et d'autres pays (31 %).

## Géographie
La région touristique de Manicouagan est une division territoriale qui sert de cadre à l’activité touristique. C’est aussi l’une des deux régions touristiques de la Côte-Nord avec la région de Duplessis. La région de Manicouagan est un territoire qui longe le fleuve Saint-Laurent, bordé à l'ouest par la rivière Saguenay, à l'est par la municipalité de Pointe-des-Monts et au nord par le réservoir Manicouagan. Les agglomérations les plus connues de cette région sont Baie-Comeau, Forestville et Tadoussac. 
Le territoire regroupe les MRC de Manicouagan (Baie-Comeau) et de La Haute-Côte-Nord (Forestville). Les principaux attraits touristiques sont les excursions aux baleines, les territoires de pêche sportive et de chasse et la visite des installations hydroélectriques d'Hydro-Québec.

## Histoire du tourisme
Dans une Côte-Nord encore difficile d'accès au XIXe siècle, le village de Tadoussac fait en quelque sorte exception. Situé à l'embouchure du Saguenay, il plaît non seulement aux touristes en quête d'isolement et de quiétude, mais aussi aux amateurs de pêche. Avec la clientèle des clubs de chasse et de pêche, c'est le seul tourisme qui connaît la Haute Côte-Nord avant les années 1930. 
Des navires desservaient Tadoussac et le Saguenay depuis les années 1840, mais le développement de l'industrie hôtelière en fonction du tourisme ne commence véritablement qu'avec l'ouverture d'un petit hôtel en 1862. Trois ans plus tard, un investissement de 40 000 dollars pour la construction d'un grand hôtel fait de Tadoussac une destination de choix. Le nombre de touristes s'accroît particulièrement à compter des années 1880 avec la Compagnie de navigation Richelieu et Ontario. 
Dans les années 1930, les bateaux de la Canada Steamship Lines, en provenance des Grands Lacs, se rendent à Tadoussac avant de revenir vers Québec ou de continuer vers Chicoutimi. Au lendemain de la dernière guerre, l'industrie touristique régionale repose sur deux pôles traditionnels : la chasse et la pêche sportives associées aux clubs et les croisières organisées par la compagnie Clarke et la Canada Steamship Lines. Cette dernière relance ses opérations en reconstruisant l'hôtel Tadoussac en 1942.

## Caractéristiques
Manicouagan est le début de la Côte-Nord avec 300 kilomètres de côte longés par la route 138 (dite Route des Baleines) le long du fleuve Saint-Laurent en direction Est. L'observation des baleines est une activité prisée : celles-ci sont observables en croisière, en kayak ou à partir de sites d’observation terrestre. La Manicouagan se démarque également par la diversité de sa faune et sa flore.
La région est composée de cinq grands secteurs touristiques : Tadoussac et ses environs, Forestville et ses environs, la Péninsule de Manicouagan, Baie-Comeau et son arrière-pays ainsi que le Secteur des Panoramas.

## Économie
L'économie du tourisme en Manicouagan en 2009.
| Marchés                   | Volume des touristes | Nuitées des touristes | Dépense des touristes |
| ------------------------- | -------------------- | --------------------- | --------------------- |
| Au Québec                 | 282 000              | 1 138 000             | 49 000                |
| Dans les autres provinces | 1 000                | 1 000                 | 0                     |
| Aux États-Unis            | 7 000                | 15 000                | 1 000                 |
| Dans les autres pays      | 84 000               | 241 000               | 25 000                |
| Total                     | 374 000              | 395 000               | 75 000                |

## Intérêts touristiques
La région offre diverses possibilités touristiques, comme l'observation d'animaux sauvages, de l'équitation, du ski, des bains d'argile etc.
Elle présente aussi quelques sites d'intérêt, notamment :
- Le phare de Pointe-des-Monts, érigé en 1830, classé monument historique en 1965 ;
- Le centre d’interprétation des mammifères marins de Tadoussac ;
- La Centrale Manic-5, le barrage Daniel-Johnson étant le plus grand barrage à voûtes multiples et à contreforts au monde ;
- Le parc marin du Saguenay-Saint-Laurent.

Sur le plan religieux  la Manicouagan est une région comptant plusieurs lieux de pèlerinages. Érigée en 1915, il y a l’église en bois Notre-Dame-de-Bon-Désir situé à Bergeronnes. Il existe également deux églises dans la région de Baie-Comeau.

## Association touristique régionale
L'Association touristique régionale Manicouagan, connue aussi sous le nom d'ATR Manicouagan et Tourisme Manicouagan, est une corporation à but non lucratif fondée en 1971. Elle regroupe les intervenants touristiques de la région de Manicouagan pour favoriser la concertation et le développement de la destination. Reconnue et mandatée par le gouvernement du Québec, elle est l'organisme responsable de l'accueil, de la promotion et de la mise en marché de la destination, en collaboration avec les partenaires institutionnels et les entreprises de l'industrie touristique.

## Stratégie commerciale
Des représentants de la région touristique de Manicouagan se sont regroupés avec ceux de quatre autres régions touristiques pour former, depuis 1997, l'organisme de promotion touristique Québec maritime dans le but de cibler les marchés hors Québec. Les quatre autres régions sont la Gaspésie, les Îles de la Madeleine, le Bas-Saint-Laurent et Duplessis. Ensemble, elles sont unies entre elles par un atout commun, la mer, et ont une offre touristique similaire.
En 2014, Tourisme Manicouagan s'est associée à Tourisme Duplessis pour mieux vendre la Côte-Nord comme destination touristique. Les deux corporations ont lancé une image de marque commune qui met en valeur les baleines et ont investi un demi-million de dollars dans des actions de promotion conjointes. Elles ont aussi fusionné leurs deux guides touristiques et leurs deux sites web. Dans cette stratégie, est utilisé le nom de Tourisme Côte-Nord Manicouagan-Duplessis. Tout en conservant chacune leur conseil d'administration, elles partagent dorénavant la même équipe d'employés.